# Iwan Petrażycki-Kulaha
Iwan Petrażycki-Kułaha (ukr.: Іва́н Петража́цький-Кула́га) (ur. ok. 1570 - zm. 1632 w Kaniowie) – hetman rejestrowy zaporoski w latach 1631–1632.

## Życiorys
Urodził się w okolicach Mohylowa i Orszy około 1570 w szlacheckiej rodzinie Petrażyckich herbu Pielesz. Na Siczy zaporoskiej pojawił się w końcu roku 1620. Brał udział w bitwie pod Chocimiem, w której Kozacy razem z 30-tysięczną armią polską powstrzymali 210-tysięczną armię turecko-tatarską
W roku 1631 Kozacy wybrali na hetmana Tymoteusza Orendarenkę, który wkrótce strącił swoją godność, a w jego miejsce Zaporożcy wybrali hetmanem Iwana Petrażyckiego-Kułahę (jako zwierzchnika kozaków rejestrowych). Natomiast zwierzchnikiem kozaków nierejestrowych został wybrany w tym samym czasie hetman (ukr.: Андрій Гаврилович), który krótko po tym zaginął bez wieści. Wówczas Iwan Petrażycki objął także jego funkcję.
W marcu 1632 roku Iwan Petrażycki wziął pod swoją opiekę Kijowo-Mohylańską Akademię, która dopiero co została założona przez metropolitę Piotra Mohyłę i zobowiązał się bronić jej zarówno w swoim jak i w imieniu przyszłych pułkowników Wojska Zaporoskiego. Protekcja wojska kozackiego była bardzo ważna, ponieważ liczni przeciwnicy Akademii uważali ją za szkodliwą, gdyż została urządzona na wzór zachodni, grożąc nawet, że utopią jej wykładowców w Dnieprze. Hetman sprzeciwiał się również wypadom Zaporożców na tureckie wybrzeża.
30 kwietnia 1632 roku zmarł polski król Zygmunt III Waza, Wówczas hetman zaporoski Iwan Kułaha-Petrażycki wysłał na sejm konwokacyjny 1632 roku, poselstwo, które jak na owe czasy domagało się rzeczy wprost niesłychanej – udziału w elekcji Władysława IV. Hetman pisał do senatorów: "Pokornie i uniżenie (...), żeby WMM. PP., (...) użaliwszy się krzywdy narodu ruskiego, w to wejrzeć i obmyśliwać raczyli, jakoby przy obieraniu teraz nowo następującego KJMci Pana nam Mciwego, którego słusznie by bez dania i zezwolenia naszego, ponieważ Rzeczpospolita za członki sobie nas być uznawa i my po wielkiej części, ile gdzie najgorszy raz na karkach swych onę dźwigamy i o całość i dostojeństwo królów Panów naszych przeciwko każdemu nieprzyjacielowi piersiami swemi, nie litując zdrowia i intrat swych, zastawiamy się". Te argumenty nie przekonały możnych. Kanclerz litewski Albrycht Stanisław Radziwiłł z oburzeniem i pogardą przyjął deklarację Kozaków, że są "członkami Rzeczypospolitej". "Włosy i paznokcie dla ciała wprawdzie są potrzebne, ale gdy zbytnio wyrosną, jedne ciążą głowie, drugie przykro ranią, oboje trzeba częściej przycinać".
Odpowiedź jaką otrzymali Kozacy od Kanclerza litewskiego Stanisław Albrycht Radziwiłł stała się gwoździem do trumny Iwana Petrażyckiego. Na kozackiej radzie w Masłowym Stawie we wrześniu 1632 został pozbawiony hetmaństwa, oskarżony i stracony. Wraz ze śmiercią Iwana Petrażyckiego osłabieniu uległo pro-polskie stronnictwo na Siczy.